# 917-й истребительный авиационный полк
917-й истребительный авиационный полк (917-й иап) — воинская часть Военно-воздушных сил (ВВС) Вооружённых Сил РККА, затем ВВС СССР, принимавшая участие в Советско-японской войне.

## Наименования полка

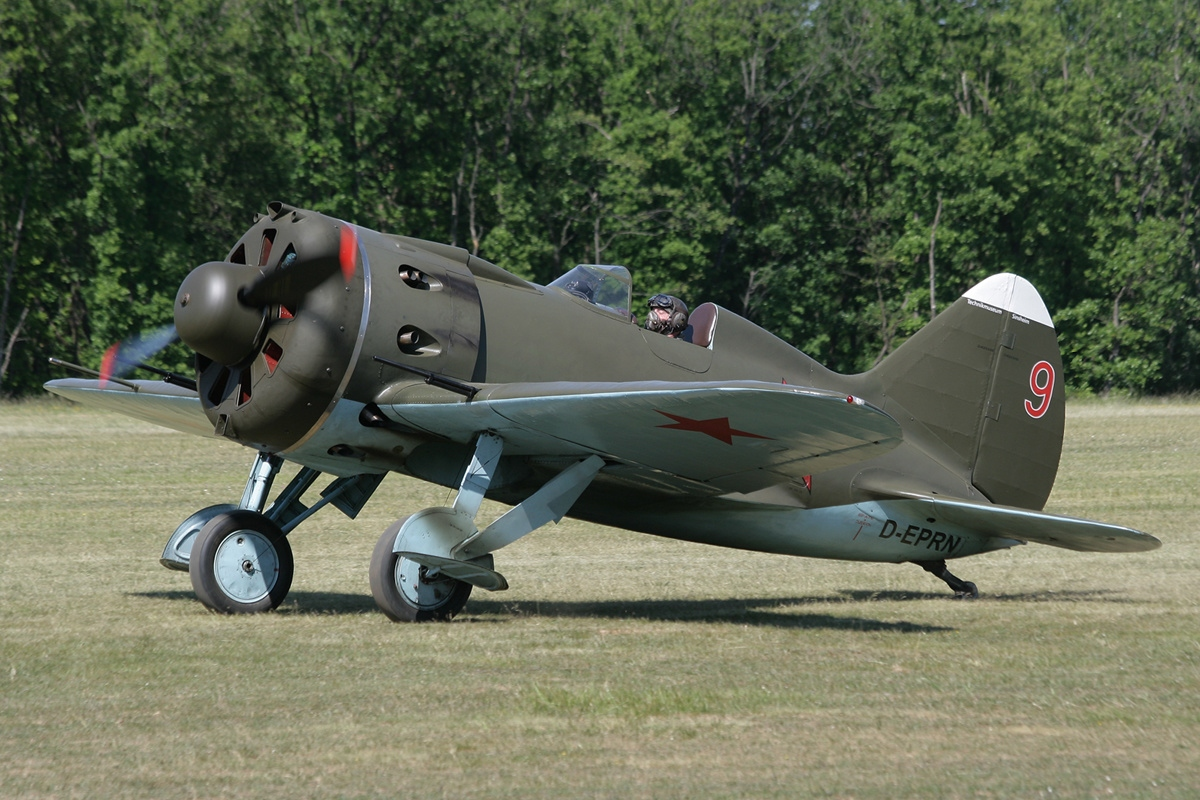
Самолёт И-16

За весь период своего существования полк не менял своё наименование:
- 917-й истребительный авиационный полк;
- Войсковая часть полевая почта 65300.

## Создание полка
917-й истребительный авиационный полк сформирован в период с 25 июля по 10 августа 1942 года в 34-й авиационной дивизии ВВС 1-й Краснознамённой армии Дальневосточного фронта на аэродроме Чернышевка Яковлевского района Уссурийской области за счёт личного состава и матчасти частей ВВС ДВФ на самолётах И-16 (тип 5 и 10).

## Расформирование
917-й истребительный авиационный полк был расформирован 25 апреля 1947 года в 250-й истребительной авиационной дивизии на аэродроме Кайсю (Хэчжу) в Северной Корее в составе 9-й ВА Приморского военного округа, личный состав передан в 911-й, 582-й и 361-й иап дивизии, самолёты Ла-7 — в 582-й иап

## В действующей армии
В составе действующей армии:
- с 9 августа 1945 года по 3 сентября 1945 года.

## Командиры полка
- майор Кустовский Григорий Прокофьевич[5], 05.1945 — 12.1945

## В составе соединений и объединений
| Период        | Фронт (округ)                       | армия                     | дивизия                                  | примечание                                         |
| ------------- | ----------------------------------- | ------------------------- | ---------------------------------------- | -------------------------------------------------- |
| 25.07.1942 г. | Дальневосточный фронт               | 1-я Краснознамённая армия | 34-я авиационная дивизия                 | И-16                                               |
| 25.09.1942 г. | Дальневосточный фронт               | 9-я воздушная армия       | 250-я истребительная авиационная дивизия | И-16                                               |
| 10.06.1943 г. | Дальневосточный фронт               | 9-я воздушная армия       | 250-я истребительная авиационная дивизия | Перевооружён на И-16 тип 17                        |
| 27.07.1944 г. | Дальневосточный фронт               | 9-я воздушная армия       | 250-я истребительная авиационная дивизия | начал перевооружаться на истребители Ла-5          |
| 19.03.1945 г. | Приморская группа войск             | 9-я воздушная армия       | 250-я истребительная авиационная дивизия | Ла-5                                               |
| 01.07.1945 г. | Приморская группа войск             | 9-я воздушная армия       | 250-я истребительная авиационная дивизия | укомплектован Ла-7                                 |
| 05.08.1945 г. | 1-й Дальневосточный фронт           | 9-я воздушная армия       | 250-я истребительная авиационная дивизия | Ла-7                                               |
| 08.08.1945 г. | 1-й Дальневосточный фронт           | 9-я воздушная армия       | 250-я истребительная авиационная дивизия | имел в боевом составе исправными 28 Ла-7           |
| 09.08.1945 г. | 1-й Дальневосточный фронт           | 9-я воздушная армия       | 250-я истребительная авиационная дивизия | принимал участие в Советско-японской войне на Ла-7 |
| 03.09.1945 г. | 1-й Дальневосточный фронт           | 9-я воздушная армия       | 250-я истребительная авиационная дивизия | Ла-7                                               |
| 10.09.1945 г. | Забайкальско-Амурский военный округ | 9-я воздушная армия       | 250-я истребительная авиационная дивизия | Ла-7                                               |
| 28.06.1946 г. | Забайкальско-Амурский военный округ | 9-я воздушная армия       | 250-я истребительная авиационная дивизия |                                                    |
| 25.04.1947 г. | Забайкальско-Амурский военный округ | 9-я воздушная армия       | 250-я истребительная авиационная дивизия | расформирован                                      |

## Участие в операциях и битвах
- Советско-японская война
  - Маньчжурская операция — с 9 августа 1945 года по 2 сентября 1945 года.
  - Харбино-Гиринская наступательная операция — с 9 августа 1945 года по 2 сентября 1945 года.

| Ла-7 | Ла-5 |

## Благодарности Верховного Главнокомандующего
Верховным Главнокомандующим лётчикам полка в составе 250-й иад объявлена благодарность за отличные боевые действия в боях с японцами на Дальнем Востоке

## Итоги боевой деятельности полка
Результаты боевой работы в документах архивов МО РФ не найдены.

## Самолёты на вооружении
| Период      | Самолёты |
| ----------- | -------- |
| 1942 — 1944 | И-16     |
| 1944 — 1945 | Ла-5     |
| 1945 — 1947 | Ла-7     |

## Базирование
| Период            | Место базирования             |
| ----------------- | ----------------------------- |
| 09.1945 — 06.1946 | Большой, Хабаровский край     |
| 06.1946 — 04.1947 | Кайсю (Хэчжу), Северная Корея |